# Vincenzo Tommasini (compositore)
Vincenzo Tommasini (Roma, 17 settembre 1878 – Roma, 23 dicembre 1950) è stato un compositore italiano dei primi del Novecento.
Studiò inizialmente a Roma con Ettore Pinelli (violino) e Stanislao Falchi (composizione), per poi perfezionarsi a Berlino con Max Bruch.
Pur formatosi nell'ambito del romanticismo tedesco, Tommasini si ispirò inizialmente all'impressionismo francese (Poema erotico per orchestra, 1909; Quartetto in fa per archi, 1910). In seguito elaborò uno stile personale, raffinato ed eclettico, particolarmente efficace nel campo della musica orchestrale, in cui echi di Debussy si fondono con elementi della tradizione musicale italiana del Settecento, come la grazia melodica e la solidità strutturale, uniti a un abile uso dei timbri: ciò lo ha fatto ritenere uno dei primi compositori neoclassici italiani. La sua carriera si sviluppò nel contesto di un rinnovamento del panorama musicale italiano, grazie alla sua capacità di combinare elementi della tradizione con innovazioni orchestrali.
Si trova pieno riscontro dello stile di Tommasini nella sua composizione più celebre, il balletto Les femmes de bonne humeur, del 1917, un arrangiamento su musiche di Domenico Scarlatti, poi messo in scena da Sergej Pavlovič Djagilev con la coreografia di Léonide Massine con Lydia Lopokova e Massine diretta da Ernest Ansermet al Teatro Costanzi di Roma: quest'opera viene ritenuta l'inizio del Neoclassicismo musicale, ed il suo successo spinse Djagilev a chiedere a Stravinskij di scrivere un balletto, Pulcinella (1920), su musiche di Pergolesi opportunamente arrangiate.
Compose inoltre le opere Medea (1906), di cui scrisse anche il libretto, e Uguale fortuna (1913), commedia di ispirazione goldoniana. Alla scomparsa di Arrigo Boito completò, insieme con Antonio Smareglia, il Nerone, seguendo le indicazioni e le annotazioni che Boito aveva lasciato.

## Opere
- La vita è sogno, ouverture, 1901.
- Medea, opera seria in 3 atti, libretto dell'autore, 1906, Trieste.
- Poema erotico per orchestra, 1909.
- Quartetto in fa per archi, 1910.
- Uguale fortuna, opera in un atto, 1913, Roma.
- Sonata per violino e pianoforte, 1916.
- Les femmes de bonne humeur, balletto, 1917.
- Il Beato Regno su temi gregoriani, 1921.
- Paesaggi toscani, rapsodia, 1922.
- Il Quartetto per archi, 1926.
- Preludio Fanfara e Fuga, 1927.
- Il Carnevale di Venezia (variazioni alla Paganini), 1928.
- Trio per violino viola e violoncello, 1929.
- Concerto per violino, 1932.